# Amedeo Rubeo
Amedeo Rubeo (Roma, 27 novembre 1909 – 26 ottobre 1974) è stato un politico italiano.

## Biografia
Viene eletto nelle file del Partito Comunista Italiano nella II e IV legislatura alla Camera dei deputati, dal 1953 al 1958, e dal 1963 al 1968.